# Brak: otajstvo vjerne ljubavi
Brak: otajstvo vjerne ljubavi (nje. Die Ehe) je knjiga njemačkog filozofa, duhovnog pisca i križara antinacizma Dietricha von Hildebranda. Katolički je klasik. Objavio ju je 1929. i jedno je od njegovih ranih djela. Od pojave je dalekosežno utjecala na društvo i na Crkvu. Mnogo je utjecala na papu Ivana Pavla II. i na njegova poznata djela Ljubav i odgovornost i Teologiju tijela. Knjiga se pokazala proročkom. Nakon manje od stoljeća svijetom a osobito zapadnim kršćanskim vlada sveopća kriza braka i obitelji i vrijeme je traženja moralnog putokaza u društvu. Tek nakon 90 godina od objave njemačkog izvornika objavljen je u veljači 2020. u nakladi Crisinus prijevod knjige na hrvatski jezik. Na hrvatskom je izašla u prijevodu anglista i germanista Krunoslava Puškara. Korice je izradila Angela Turkalj, predgovorom je napisao fra Mate Bašić.